# Lokale zoekmachineoptimalisatie
Lokale zoekmachineoptimalisatie (local SEO) is een zoekmachineoptimalisatie (SEO) strategie, die een bedrijf helpt beter zichtbaar te zijn in lokale zoekresultaten op Google, Google Maps, Apple Maps en ChatGPT. Het is vergelijkbaar met het (reguliere) SEO in dat het ook een proces is dat de zichtbaarheid verbetert in de onbetaalde zoekmachine resultaten (SERP - zoekresultatenpagina) vaak aangeduid als "organische" resultaten. Over het algemeen geldt dat hoe hoger op de pagina met zoekresultaten en hoe vaker een site in de lijst met zoekresultaten verschijnt, hoe meer bezoekers deze zal ontvangen van de gebruikers van de zoekmachine; deze bezoekers kunnen vervolgens worden omgezet in klanten.
Lokale SEO verschilt echter doordat het gericht is op het optimaliseren van de online aanwezigheid van een bedrijf (of een andere entiteit met een fysieke locatie), zodat zowel de webpagina's en business listings worden weergegeven door zoekmachines wanneer gebruikers lokale zoekopdrachten voor relevante producten of diensten invoeren. Ranking voor lokaal zoeken (local search) omvat een soortgelijk proces als reguliere SEO, maar bevat enkele specifieke elementen om een bedrijf te ranken in de lokale zoekresultaten.
Met lokale SEO wordt meestal het verbeteren van de zichtbaarheid in het ‘Local Pack’, oftewel de top drie Google Maps resultaten binnen de Google zoekresultatenpagina bedoeld, deze resultaten zijn gelijk aan die in Google Maps en tonen alleen lokale bedrijfsvermeldingen, maar ook de reguliere lokale zoekresulaten behoren tot lokale SEO. 
Bij lokale SEO draait het allemaal om het 'optimaliseren' van  online aanwezigheid van een bedrijf (of andere entiteit met een fysieke locatie) om meer bezoekers of klanten aan te trekken uit relevante lokale zoekopdrachten. De meeste van deze zoekopdrachten vinden plaats op Google, Yahoo, Bing en andere zoekmachines, maar ook via navigatieapps zoals Google Maps en Bing Maps en sites zoals Yelp, lokale bedrijvengidsen en sociale mediakanalen.

## De geboorte van lokale SEO
De oorsprong van lokale SEO gaat terug tot 2003-2005 toen zoekmachines probeerden resultaten in hun omgeving te bieden, evenals aanvullende informatie zoals openingstijden van een winkel, vermeldingen op kaarten, enz.
Lokale SEO is in de loop der jaren geëvolueerd om een gerichte online marketingaanpak te bieden waarmee lokale bedrijven kunnen verschijnen op basis van een reeks lokale zoeksignalen, wat een duidelijk verschil biedt met bredere organische SEO, die prioriteit geeft aan de relevantie voor de zoeker over een grotere afstand.

## Lokale zoekresultaten
Lokale zoekopdrachten triggeren zoekmachines om twee soorten resultaten weer te geven op de pagina met zoekresultaten van zoekmachines: lokale organische resultaten en het 'Local Pack'. De lokale organische resultaten omvatten webpagina's die gerelateerd zijn aan de zoekopdracht met lokale relevantie . Deze bevatten vaak mappen zoals Yelp, Telefoonboek, Facebook, enz.  Het Local Pack toont bedrijven die zich hebben aangemeld bij Google en eigenaar zijn geworden van hun ' Google Mijn Bedrijf ' (GMB)-vermelding.
De informatie die wordt weergegeven in de GMB-lijst en dus in het Local Pack kan uit verschillende bronnen komen:
- De eigenaar van het bedrijf. Deze informatie kan bestaan uit openings-/sluitingstijden, beschrijving van producten of diensten, enz.
- Informatie is afkomstig van de website van het bedrijf
- Door de gebruiker verstrekte informatie zoals recensies of geüploade foto's
- Informatie uit andere bronnen zoals sociale profielen etc.
- Gestructureerde gegevens afkomstig van Wikidata en Wikipedia . Gegevens uit deze bronnen maken deel uit van de informatie die in het Google Knowledge Panel in de zoekresultaten verschijnt.

Afhankelijk van de zoekopdrachten kan Google relevante lokale resultaten tonen in Google Maps of Zoeken. Dit geldt voor zowel mobiele als desktop-apparaten.

## Google Maps
Google heeft nieuwe Q&A-functies toegevoegd aan Google Maps waarmee gebruikers vragen kunnen stellen aan eigenaren en deze kunnen reageren. Deze Q&A-functie is gekoppeld aan het gekoppelde Google Mijn Bedrijf-account.

## Google Mijn Bedrijf
Google Mijn Bedrijf (GMB) is een gratis tool waarmee bedrijven hun Google-vermelding kunnen maken en beheren. Deze vermeldingen moeten een fysieke locatie vertegenwoordigen die een klant kan bezoeken of een specifiek servicegebied. Een Google Mijn Bedrijf-vermelding verschijnt wanneer klanten zoeken naar bedrijven op Google Maps of in Google Search. De volledigheid van deze vermeldingen is een lokale rankingfactor.
Sinds 2024 is de term Google Mijn Bedrijf veranderd in Google Bedrijfsprofiel. Sindsdien is de Google Mijn Bedrijf app ook komen te vervallen.  Ondanks dat Google is overgestapt naar de term Google Bedrijfsprofiel, wordt de term Google Mijn Bedrijf nog veel gebruikt.

## Ranking factoren

Lokale online marketing

Grote zoekmachines hebben algoritmen die bepalen welke lokale bedrijven ranken in de lokale zoekresultaten. Primaire factoren die van invloed zijn op de kans van een lokaal bedrijf om in lokale zoekresultaten te verschijnen, zijn onder meer de juiste categorisering in bedrijvengidsen, de naam, het adres en het telefoonnummer (NAP) van een bedrijf dat kan worden gecrawld op de website en citaten (vermeldingen van het lokale bedrijf op andere relevante websites). zoals een website van de kamer van koophandel).
In 2016 heeft een onderzoek met statistische analyse beoordeeld hoe en waarom bedrijven in de Local Packs zijn gerangschikt en positieve correlaties gevonden tussen lokale rankings en 100+ rankingfactoren. Hoewel het onderzoek het algoritme van Google niet kan repliceren, heeft het wel een aantal interessante bevindingen opgeleverd:
- Backlinks lieten de belangrijkste correlatie zien (en ook Google's Toolbar PageRank, wat suggereert dat oudere links een voordeel zijn omdat de Toolbar al lang niet is bijgewerkt).
- Sites met meer inhoud (vandaar meer zoekwoorden ) deden het meestal beter (zoals verwacht).
- Recensies op GMB bleken ook sterk te correleren met hoge rankings.
- Andere GMB-factoren, zoals de aanwezigheid van foto's en het hebben van een geverifieerde GMB-pagina met openingstijden, lieten een positieve correlatie (met ranking) zien, zij het niet zo belangrijk als beoordelingen.
- De kwaliteit van bedrijfsvermeldingen, zoals een laag aantal duplicaten, consistentie en ook een behoorlijk aantal vermeldingen, waren belangrijk voor een bedrijf om te laten zien in Local Packs. Binnen het Local Pack hadden citaten echter geen invloed op hun posities: "bedrijfsvermeldingen lijken fundamenteel, maar geen concurrentievoordeel."
- De auteurs waren in plaats daarvan verrast dat geotargeting- elementen (stad en staat) in de titel van de GMB-bestemmingspagina geen invloed hadden op de GMB-posities. Daarom stellen de auteurs voor om dergelijke elementen alleen te gebruiken als dit voor bruikbaarheidsredenen zinvol is.
- De aanwezigheid van een trefwoord in de bedrijfsnaam bleek een van de belangrijkste factoren te zijn (wat de hoge incidentie van spam in het Local Pack verklaart).
- Schema gestructureerde data is een ranking factor. Door de toevoeging van de  'LocalBusiness"-markup kunt u relevante informatie over uw bedrijf weergeven aan Google. Dit omvat openingstijden, adres, oprichter, informatie over het moederbedrijf en nog veel meer.[13]
- Het aantal beoordelingen en de algemene sterrenclassificatie correleert met hogere posities in de Google Maps-resultaten.

## Lokale ranking volgens Google
Prominentie, relevantie en afstand zijn de drie belangrijkste criteria die Google claimt te gebruiken in zijn algoritmen om resultaten weer te geven die het beste overeenkomen met de zoekopdracht van een gebruiker.
- Prominentie weerspiegelt hoe bekend een plek is in de offline wereld. Zo krijgt een belangrijk museum of winkel meer bekendheid. Google gebruikt ook informatie die op internet is verkregen om bekendheid te beoordelen, zoals het aantal recensies, links, artikelen.
- Relevantie verwijst naar de algoritmen van Google die proberen de vermeldingen weer te geven die het beste overeenkomen met de zoekopdracht van de gebruiker.
- Afstand verwijst naar de poging van Google om die vermeldingen te retourneren die het dichtst in de buurt komen van de locatiegerichte termen die in de zoekopdracht van een gebruiker worden gebruikt. Als er geen locatieterm wordt gebruikt, "berekent Google de afstand op basis van wat er bekend is over hun locatie".

## Lokale ranking: enquête 2017 van 40 lokale experts
Volgens een groep lokale SEO-experts die deelnamen aan een enquête, zijn links en recensies belangrijker dan ooit om lokaal te ranken.

## "In de buurt"-zoekopdrachten
Als gevolg van het feit dat zowel Google als Apple gebruikers 'bij mij in de buurt' als optie aanbieden, rapporteren dat Google Trends een zeer significante toename laat zien van het aantal 'in de buurt'-zoekopdrachten. Dezelfde auteurs melden ook dat de factoren die het meest correleren met Local Pack-posities voor "in de buurt"-zoekopdrachten de aanwezigheid van de "gezochte stad en staat in de ankertekst van de backlinks" zijn, evenals het gebruik van de "in de buurt" in interne link ankertekst"

## Possum-update
Een belangrijke update van het lokale algoritme van Google, uitgerold op 1 september 2016. Samenvatting van de update over lokale zoekresultaten:
- Bedrijven die buiten de fysieke stadsgrenzen zijn gevestigd, vertoonden een aanzienlijke stijging in de positie in het Google Local Pack
- Er is een restrictiever filter aangebracht. Vóór de update filterde Google vermeldingen die naar dezelfde website linken en hetzelfde telefoonnummer gebruikten. Na de update worden vermeldingen gefilterd als ze hetzelfde adres en dezelfde categorieën hebben, hoewel ze bij verschillende bedrijven horen. Dus als meerdere tandartsen hetzelfde adres delen, toont Google er maar één.

## Hawk-update
Zoals eerder uitgelegd (zie hierboven), leidde de Possum-update ertoe dat vergelijkbare vermeldingen, in hetzelfde gebouw, of zelfs in dezelfde straat, werden gefilterd. Als gevolg hiervan zou slechts één vermelding "met een hogere organische posieties en sterkere relevantie voor het zoekwoord" worden weergegeven. Na de Hawk-update op 22 augustus 2017 lijkt deze filtering alleen van toepassing te zijn op advertenties die zich in hetzelfde gebouw of in de buurt bevinden (bijv. 50 km), maar niet op advertenties die verder weg liggen (bijv. 300 km). 

## Nep-reviews
Zoals eerder uitgelegd (zie hierboven), worden reviews gezien als een belangrijke rankingfactor. Joy Hawkins, een Google Top Contributor en lokale SEO-expert, wijst op de problemen als gevolg van valse recensies:
- Gebrek aan een proces voor bedrijfseigenaren om neprecensies op sites van concurrenten te melden. GMB-ondersteuning neemt geen verzoeken over bedrijven in overweging, behalve als ze afkomstig zijn van de bedrijfseigenaren zelf. Dus als een concurrent in de buurt nepreviews verzamelt, is de enige manier om dit onder de aandacht van GMB te brengen via het Google Mijn Bedrijf Forum of de reviews te rapporteren (flaggen).
- In tegenstelling tot Yelp toont Google geen label dat gebruikers waarschuwt voor abnormaal beoordelingsgedrag voor bedrijven die beoordelingen kopen of die onnatuurlijke aantallen negatieve beoordelingen ontvangen vanwege media-aandacht.
- De huidige Google-algoritmen identificeren geen onnatuurlijke beoordelingspatronen. Abnormale beoordelingspatronen hoeven vaak niet door mensen te worden gemeten en moeten gemakkelijk geïdentificeerd worden door algoritmen. Als gevolg hiervan moeten zowel valse vermeldingen als profielen van frauduleuze recensenten worden opgeschort.